# Lundby Koloniträdgårdar

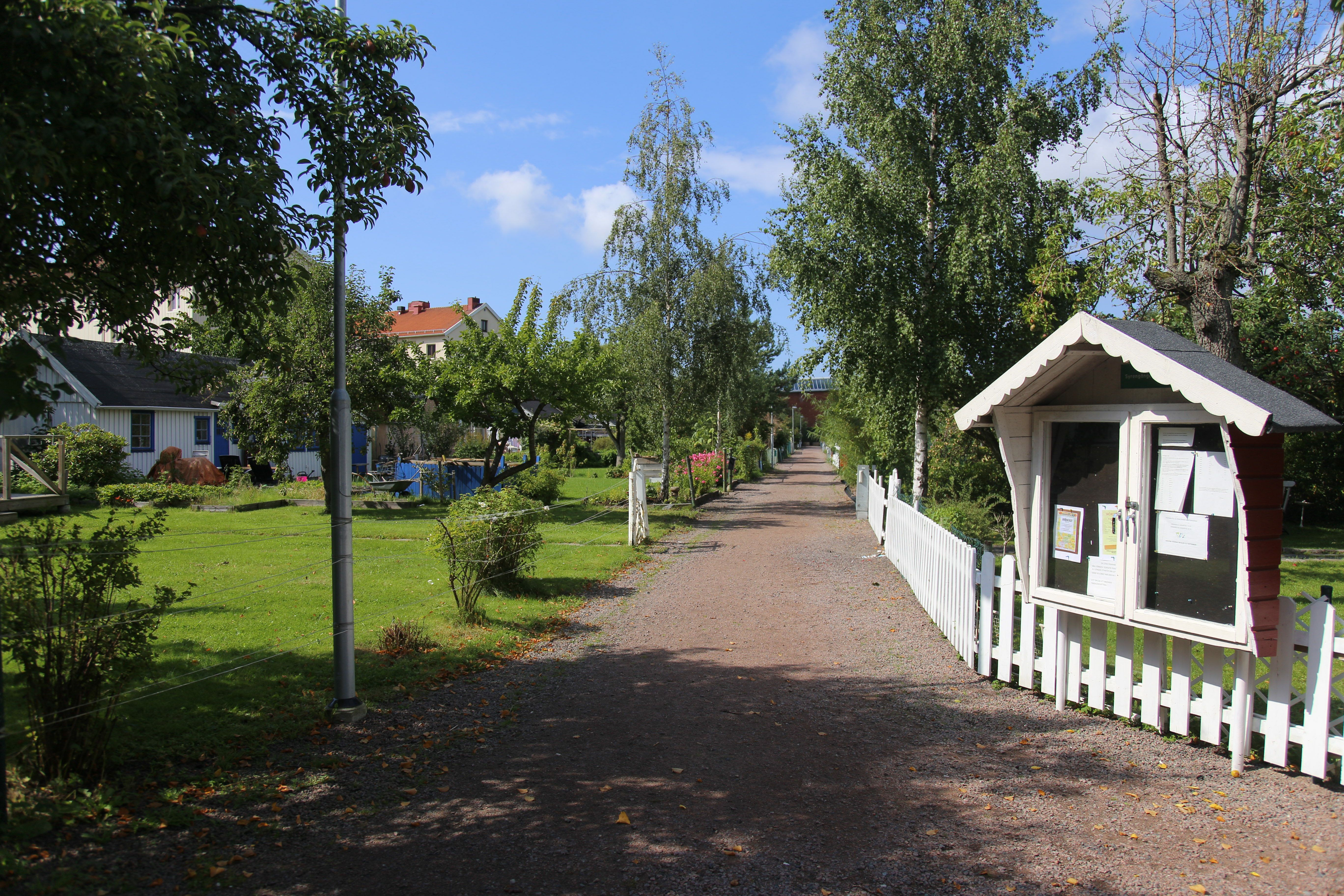
Södra gatan inom området.

Lundby Koloniträdgårdar, från början Lundby kolonien, är ett koloniområde i stadsdelen Lundby på Hisingen i Göteborg. År 1972 fick föreningen avstå cirka hälften av området till staden, för fotbollsplan och parkeringsplatser.

## Historik
Den 13 juni 1918 bildades Föreningen Lundby Koloniträdgårdar. Bakgrunden var de rådande bekymren med matbrist samt den "medfödda kärleken till jorden". Utlottning av de 104 stycken, 240 kvadratmeter stora kolonilotterna skedde den 18 april 1919. Det fanns två förslag till lokalisering av området; på Sannegården strax väster om Lundby nya kyrka och vid Rambergsstaden, norr om stadens fastigheter. Alternativ två valdes som det mest centrala läget samt att marken var jämn och belägen på Kvillebäcken och Brämaregården. Totalytan var 30 000 kvadratmeter. Utstakning av kolonilotterna skedde söndagen den 4 maj 1919, och den första stugan kom upp samma sommar. Anders Fredman hette den förste innehavaren av en kolonistuga på området. Årsavgiften var då 1 krona om året och arrendet 3 öre per kvadratmeter. Den 22 maj invigdes kolonien med en fest.
År 1943 var koloniområdet cirka 4 600 kvadratmeter stort.